# Paulo de Almeida Machado
Paulo de Almeida Machado (Uberaba, 18 de julho de 1916 — 13 de novembro de 1991) foi um médico e político brasileiro.
Fez carreira dentro da área de saúde do governo. Foi ministro da Saúde no governo Ernesto Geisel, de 15 de março de 1974 a 15 de março de 1979. Era desconhecido de Geisel antes da nomeação, durante seu mandato não teve muita interação com o presidente, em 1976 foi o ministro que menos teve audiências com Geisel, num total de oito horas e quarenta. Foi escolhido por indicação do coronel Moraes Rego devido ao seu trabalho no Instituto Nacional de Pesquisas da Amazônia.